# サム・ピラフィアン
サム・ピラフィアン（Sam Pilafian, 1949年10月25日 - 2019年4月5日）は、アメリカ合衆国出身のチューバ奏者。金管五重奏団エンパイア・ブラスの創設メンバーの一人。

## 経歴
1949年、フロリダ州マイアミにおいて弁護士の父ジェームズとそのパラリーガルを務めた母ローザの間に生まれる。子供の頃はアコーディオンを演奏していたが、ベテランのチューバ奏者の助言により11歳の時にチューバを演奏するようになった。後のマイアミ大学のフィリップ アンド パトリシア フロスト音楽学校において学士号を取得した。
1971年に金管五重奏団エンパイア・ブラスを創設、1993年までメンバーを務める。また、金管アンサンブルサミット・ブラス（Summit Brass）、金管五重奏団ボストン・ブラス（Boston Brass）にも参加した。
レナード・バーンスタインの注目を集め、1971年にワシントンDCケネディ・センターにて、バーンスタイン作曲の「ミサ曲」（Mass）の世界初演に参加する。
ボストン交響楽団、ニューヨーク・フィルハーモニック、セントルイス交響楽団、メトロポリタン歌劇場管弦楽団等に加え、デューク・エリントン・オーケストラ、ライオネル・ハンプトン、ピンク・フロイドとも共演するなど多彩なジャンルで活動していた。
ボストン大学タングルウッド研究所（en:Boston University Tanglewood Institute）、バークリー音楽大学、マイアミ大学フロスト音楽院（en:Frost School of Music）にて教職を歴任し後進の育成に励んだ。アリゾナ州立大学名誉教授。
チューバ奏者パトリック・シェリダン（Patrick Sheridan）と共著で教則本「Breathing Gym」「Brass Gym」を著している。
2019年4月5日、アリゾナ州テンピの自宅で大腸癌により死去した。69歳没。